# 炎の十番勝負
『炎の十番勝負』（ほのおのじゅうばんしょうぶ）は、グリーンチャンネルが毎年春と秋のグレードワン (GI) 競走の時期に放送する特別番組である。
これに参加するのは同局の競馬・馬事関連番組に出演しているキャスターや解説者で、彼らが対象レース（フェブラリーステークスと障害競走を除く）それぞれでの優勝馬を予想する。そして予想が的中するごとに入るポイントの合計により、個人戦での優勝者と団体（番組対抗）戦での優勝チームを決定する。
この企画には視聴者も参加することができ、視聴者はどの馬とどの番組チームが優勝するのかを予想する。合計ポイントが最も高い視聴者と優勝チームを的中した視聴者には記念品が贈呈される。